# Puchar Volpiego
Puchar Volpiego (wł. Coppa Volpi) – nagroda filmowa przyznawana za role aktorskie przez międzynarodowe jury na Międzynarodowym Festiwalu Filmowym w Wenecji.

## Historia
Wyróżnienie nazwano na cześć założyciela festiwalu Giuseppe Volpiego. Nagrodę po raz pierwszy przyznano w 1935, chociaż od samego początku festiwalu honorowano wybitne występy aktorskie. Przez krótki czas, w połowie lat 90., nagrody były przyznawane także aktorkom i aktorom w rolach drugoplanowych; szybko jednak tę praktykę zarzucono. W 1993 nagrodę otrzymała nawet cała obsada filmu - byli to aktorzy z Na skróty Roberta Altmana.
W latach 1969–1982 nie przyznawano Pucharu Volpiego dla najlepszych aktorów, lecz m.in. Nagrodę im. Pasinettiego czy Złotego Feniksa. W latach 1983–1987 przyznawano wyróżnienia najlepszym aktorkom i aktorom festiwalu, lecz bez wręczenia samej statuetki Pucharu Volpiego. Pomimo tego nagrodzeni klasyfikowani są w oficjalnym kanonie.

## Kategorie istniejące
Puchar Volpiego niemal od zarania festiwalu przyznawany był w dwóch podstawowych kategoriach: za najlepszą główną rolę żeńską i męską. 

## Kategorie nieistniejące

### Najlepszy aktor drugoplanowy
| Rok  | Aktor                | Tytuł polski                     | Tytuł oryginalny        |
| ---- | -------------------- | -------------------------------- | ----------------------- |
| 1993 | Marcello Mastroianni | Raz, dwa, trzy, Baba Jaga patrzy | Un, deux, trois, soleil |
| 1994 | Roberto Citran       | Byk                              | Il toro                 |
| 1995 | Ian Hart             | Nic osobistego                   | Nothing Personal        |
| 1996 | Chris Penn           | Pogrzeb                          | The Funeral             |

### Najlepsza aktorka drugoplanowa
| Rok  | Aktorka          | Tytuł polski                 | Tytuł oryginalny             |
| ---- | ---------------- | ---------------------------- | ---------------------------- |
| 1993 | Anna Bonaiuto    | Dove siete? Io sono qui      | Dove siete? Io sono qui      |
| 1994 | Vanessa Redgrave | Mała Odessa                  | Little Odessa                |
| 1995 | Isabella Ferrari | Opowieść o ubogim młodzieńcu | Romanzo di un giovane povero |

### Najlepsza obsada
| Rok  | Aktorzy | Tytuł polski | Tytuł oryginalny |
| ---- | --- | ------------ | ---------------- |
| 1993 | Andie MacDowell, Bruce Davison, Jack Lemmon, Julianne Moore, Lane Cassidy, Matthew Modine, Anne Archer, Fred Ward, Jennifer Jason Leigh, Chris Penn, Josette Maccario, Lili Taylor, Robert Downey Jr., Madeleine Stowe, Tim Robbins, Cassie Friel, Dustin Friel, Austin Friel, Lily Tomlin, Tom Waits, Frances McDormand, Peter Gallagher, Lyle Lovett, Buck Henry i Huey Lewis | Na skróty    | Short Cuts       |